# 토마 시로
토마 지노 미셸 제롬 시로(프랑스어: Thomas Gino Michel Jérôme Chirault, 1997년 9월 15일~)는 프랑스의 양궁 선수이다. 2024년 하계 올림픽 남자 단체전에서 은메달을 획득했다.

## 개인사
시로는 프랑스 여자 양궁 선수인 리자 바르블랭과 사실혼 관계이다.